# Patricio Buzon
Patricio Abella Buzon SDB (ur. 14 marca 1950 w San Nicolas) – filipiński duchowny rzymskokatolicki, od 2016 biskup Bacolod.

## Życiorys
Wstąpił do nowicjatu salezjanów i w tymże zgromadzeniu w 1967 złożył pierwsze śluby, zaś 24 maja 1973 śluby wieczyste. Święcenia kapłańskie przyjął 8 grudnia 1976. Po święceniach został ojcem duchownym zakonnego seminarium w Lawaan, zaś w 1982 został mianowany jego rektorem. W 1988 został rektorem salezjańskiej szkoły technicznej w Punta Princesa. W 1992 wybrano go na wiceprowincjała, zaś w 1998 na prowincjała regionu Talamban.
27 grudnia 2002 został mianowany biskupem Kabankalan. Sakry biskupiej udzielił mu 19 lutego 2003 w Cebu City kard. Ricardo Vidal. 12 marca 2003 kanonicznie objął urząd.
24 maja 2016 został prekonizowany biskupem Bacolod.